# Camino al Tagliamento
Camino al Tagliamento é uma comuna italiana da região do Friuli-Venezia Giulia, província de Udine, com cerca de 1.631 habitantes. Estende-se por uma área de 22 km², tendo uma densidade populacional de 74 hab/km². Faz fronteira com Codroipo, Morsano al Tagliamento (PN), San Vito al Tagliamento (PN), Varmo.

## Demografia
| Variação demográfica do município entre 1861 e 2011                               |
|                                                                                   |
| Fonte: Istituto Nazionale di Statistica (ISTAT) - Elaboração gráfica da Wikipedia |